# اسقف‌نشین وینچستر
اسقف‌نشین وینچستر (انگلیسی: Diocese of Winchester) بخشی تشکیل دهنده از استان کانتربری کلیسای انگلستان در کشور انگلستان است. این اسقف‌نشین که در سال ۶۷۶ میلادی تاسیس شده است شامل ۴۱۰ کلیسا می‌باشد و مرکز آن کلیسای جامع وینچستر است.